# 卢映川
卢映川（1968年5月—），男，汉族，安徽阜南人，中华人民共和国政治人物，曾任中共北京市西城区委书记、北京市人民政府副市长。2021年10月，任文化和旅游部党组成员、副部长。